# 多瑙河之源

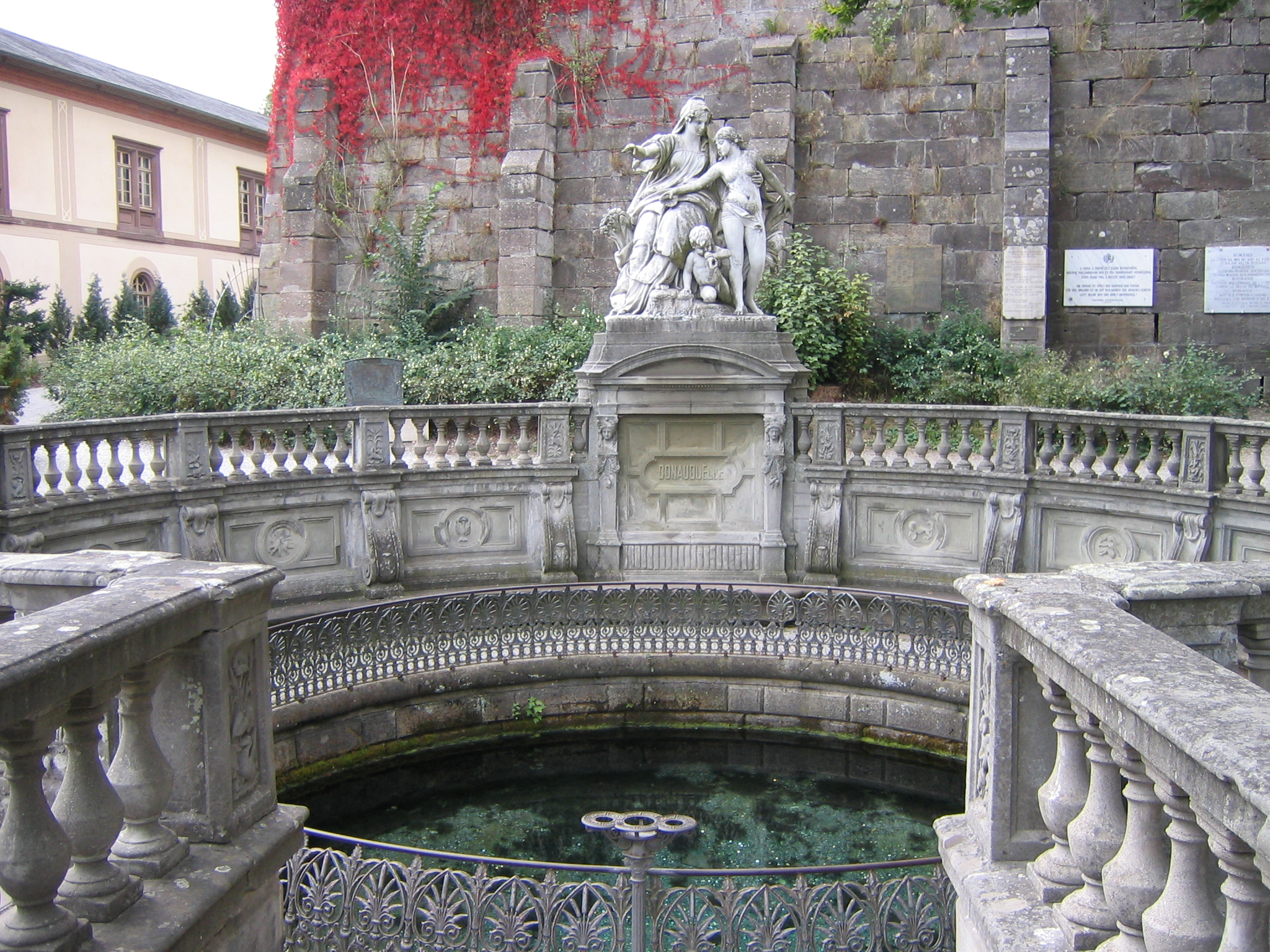

多瑙河之源（德語：Donauquelle）位於德國多瑙艾辛根附近。在多瑙艾辛根的一處庭園內有一個名為多瑙河之源的泉眼，在歷史上很長一段時間被認為是多瑙河的源頭並稱為觀光景點，但其實並不是多瑙河的源頭。真正的多瑙河之源是布雷格河的源頭。
48°05′42″N 8°09′18″E / 48.0951°N 8.1549°E